# 李轍 (成化進士)
李轍（1434年—？），字由道，湖廣辰州府沅陵縣人，明朝政治人物。進士出身。

## 生平
湖廣鄉試第七十五名。成化二年（1466年）丙戌科會試第四十三名，殿試登進士第三甲第一百九十九名。

## 家族
曾祖李德，曾任元學錄。祖父李郁。父亲李霆。